# Cristian Todié

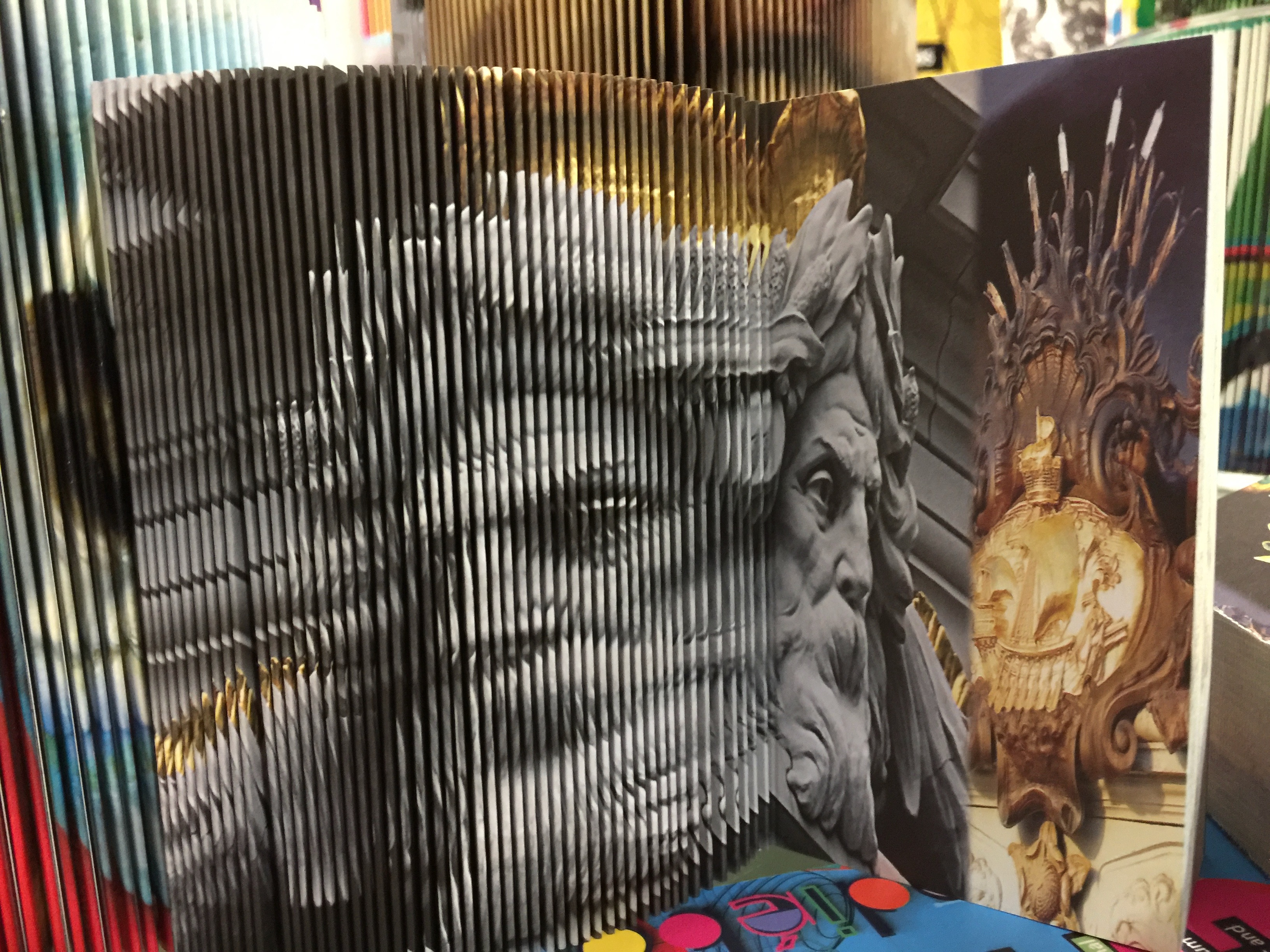
Todiefold royal

Cristian Todié, né le 19 avril 1954 dans la ville de Constanța, est un artiste peintre sculpteur et inventeur roumain vivant actuellement à Paris. Il est l'initiateur de l'art théorique et le créateur-inventeur du Todiébook, un livre spatial de forme circulaire. C'est le petit fils de l’écrivain roumain Eugen Todié.

## Biographie
Cristian Todié commence l'apprentissage de dessin et peinture à l’huile à l’âge de six ans dans le cadre familial. Âgé de quatorze ans il suit les cours du lycée d’arts plastiques de Constanza où il réalise une série de bustes. La géométrie devient rapidement un centre d’intérêt, il crée ses premières œuvres géométriques et développe ses propres théorèmes.
En 1970, il expose pour la première fois à la galerie de la Maison de la culture de Constanza.
En 1971, il est arrêté par la Securitate à sa première tentative de passage de frontière. Jugé par le tribunal militaire territorial de Bucarest, il est incarcéré pendant un an en tant que prisonnier politique à la prison de Vacaresti. Privé d'espace, de matière et de liberté, son esprit s'évade dans une pensée cartésienne et donne lieu aux premières œuvres de son art théorique consistant en des projections cérébrales des lieux géométriques.
En 1972, après avoir été remis en liberté il poursuit ses études théoriques  où la géométrie demeure la matière la plus importante.
En 1975, il réussit à traverser illégalement la frontière et s’échappe de la République socialiste de Roumanie. Il arrive au Campo Profughi di Padriciano en Italie. Il s’établit ensuite à Paris en France, où il obtient l'asile politique auprès de l'OFRA, et il travaille dans une imprimerie pour subvenir à ses besoins matériels et pour pouvoir se procurer les matériaux de ses travaux et expérimentations artistiques.
En 1977, il travaille à Goteborg comme copiste, et développe parallèlement les premières ébauches de son manifeste de l'art théorique.
En 1979, il revient à Paris. Après plusieurs années d'apprentissages techniques, d'études de l'histoire de l'art et d'expérimentations, il publie en 1989 à l'occasion de la FIAC de Paris au Grand Palais son manifeste de l'art théorique.
En 1996, Cristian Todié reprend ses travaux géométriques avec notamment le Volume 2D et la fracture spatio-temporelle, et commence à utiliser des blocs de papiers pré-imprimés qu'il sculpte tel qu'un bloc de bois.
En 2003, il obtient son premier brevet d'invention comportant le potentiel industriel de ses travaux artistiques sur le volume 2D.
En 2012, il dépose son deuxième brevet d'invention  sur les mêmes bases d'une géométrie particulière, avec comme point central la protection du Todiébook, le livre spatial .
En 2013, il présente le Todiébook lors de la 33e édition du Salon du Livre à Paris . Il l'introduit par la suite au BookFest à Bucarest  puis à Pékin.
En 2016, il crée la réalité potentielle du casino de Constanza.
En avril 2018, il fonde la Fondation Todié .

## Œuvres
- Brut de fonderie, bronze, 1980 [11]
- Nijinsky, Tondo, huile sur toile, 1987 [12]
- Rubens, huile sur toile, 1989 [13]
- Aura géométrique de l’enlèvement des Sabines (Pierre Paul Rubens), technique mixte, 1990 [14]
- Violon déformé, bronze, 1990 [15]
- La Chûte d’Icare, bronze, 1990 [16]
- Lévitation équestre, bronze, 1992 [17]
- Arbre à bijoux d’escargots en argent avec perles tahitiennes, bronze, 2008 [18]
- Dynamique de l'envol, acier peint, 2009
- Yellow Torus, acier peint, 2009 [19]
- Retro, 2009, acier peint [20]
- Construction géométrique non-euclidienne, 2012, métal peint [21]

## Expositions et performances[22]
1979
Théories et Théorèmes, Paris, France', 1979
1986
Logic’art, Galerie La Tricorne, France, avril 1986
Perspective, Galerie La Tricorne, septembre 1986
Primaires ou déformations mathématiques, Galerie La Tricorne, novembre 1986
Le Monde concavexe, Galerie d’Art d’Orly, décembre 1986
1988
Cinq artistes en 88, Galerie des Beaux-Arts, Bordeaux, février 1988
Projections et gravures sur ektachromes, Espace Gran Dia, avril 1988
Bonne année Monsieur Todié, bâches et construction géométriques, Espace Gran Dia, décembre 1988
1999
Performance à l’imprimerie Roques, décembre 1999
2001
Performance « Achat » au salon d’art contemporain « Auteuil 2000 », 2001
2012
Performance « Fractured Time-Space », Biennale de Liverpool, octobre 2012
2013
Performance « Fractured Time-Space” dans les locaux de la société Artmark à Bucarest, 19 janvier 2013